# شیجیمیا موری
شیجیمیا موری (نام علمی: Shijimia moorei) نام یک گونه از سرده شیجیمیا است.